# Undead Labs
Undead Labs — американская компания-разработчик видеоигр, основана в 2009 году выходцами из Blizzard.

## История
Undead Labs была основана в 2009 году Джеффом Стрейном, с единственным акцентом на игры про зомби. 3 февраля 2011 года Undead Labs сообщили, что они сотрудничают с Microsoft Studios, чтобы издавать свои игры на Xbox 360, а теперь ещё и на Xbox One. Первая их игра, State of Decay, была выпущена на Xbox 360 5 июня 2013 года, а также на Windows 5 ноября 2013 года.
11 января 2014 года было объявлено, что Undead Labs подписала многолетнее соглашение с Microsoft Studios.
10 июня 2018 года студия была приобретена компанией Microsoft Studios.

## Игры
| Год  | Игра             | Платформы                |
| ---- | ---------------- | ------------------------ |
| 2013 | State of Decay   | Xbox 360, Windows        |
| 2014 | Moonrise         | iOS, Android             |
| 2018 | State of Decay 2 | Xbox One, Windows        |
| TBA  | State of Decay 3 | Xbox Series X/S, Windows |